# Chimes at Midnight
Chimes at Midnight (Spaans: Campanadas a medianoche) is een Spaanse dramafilm uit 1965 onder regie van Orson Welles. De film is gebaseerd op het personage Falstaff uit de werken van de Engelse auteur William Shakespeare. Het scenario bevat tekst uit vijf toneelstukken van Shakespeare: in de eerste plaats Henry IV, Part 1 en Henry IV, Part 2, maar ook Richard II, Hendrik V, en The Merry Wives of Windsor.

## Verhaal
De Engelse koning Hendrik IV maakt zich zorgen over zijn opvolging. Kroonprins Hal lijkt zich niet echt te interesseren voor het bestuur van Engeland. Hij laat zich in met dieven en nietsnutten, zoals de dikke ridder Falstaff. Toch krijgt prins Hal meer behoefte om zich te bewijzen tegenover zijn vader.

## Rolverdeling
| Acteur        | Personage         |
| ------------- | ----------------- |
| Orson Welles  | Falstaff          |
| Jeanne Moreau | Doll Tearsheet    |
| John Gielgud  | Koning Hendrik IV |
| Keith Baxter  | Prins Hal         |
| Norman Rodway | Henry Percy       |
| Marina Vlady  | Kate Percy        |
| Alan Webb     | Justice Shallow   |